# Jeux des petits États d'Europe 2015
Navigation
Luxembourg 2013 Saint-Marin 2017
Les Jeux des petits États d'Europe 2015, également connus comme les XVIe Jeux des petits États d'Europe ont eu lieu en Islande. Le slogan ainsi que le logo de ces Jeux est « Natural Power » (en français, « Puissance naturelle »). Ils ont eu lieu du 1er au 6 juin 2015.

## Jeux

### Pays participants
789 athlètes de 9 nations différentes participent à ces Jeux. Le nombre d'athlètes d'un pays est indiqué dans les parenthèses à côté du nom des pays.
- Andorre (52)
- Chypre (56)
- Islande (240)  (Pays hôte)
- Liechtenstein (42)
- Luxembourg (136)
- Malte (58)
- Monaco (105)
- Monténégro (42)
- Saint-Marin (58)

### Sports
10 sports sont présents lors de ces Jeux. Le golf n'était pas présents lors des Jeux précédents en 2013 tandis que le cyclisme, qui était présent en 2013, ne l'est plus en 2015.
- Athlétisme (36) (détails)
- Basket-ball (2) (détails)
- Golf (4) (détails)
- Gymnastique (14) (détails)
- Judo (12) (détails)
- Tir (5) (détails)
- Natation (32) (détails)
- Tennis de table (6) (détails)
- Tennis (5) (détails)
- Volley-ball (4) (détails)
  -  Beach-volley (2)

## Tableau des médailles
Légende
- Pays hôte

| Rang | Nation        | Or  | Argent | Bronze | Total |
| ---- | ------------- | --- | ------ | ------ | ----- |
| 1    | Islande       | 38  | 46     | 31     | 115   |
| 2    | Luxembourg    | 34  | 22     | 24     | 80    |
| 3    | Chypre        | 20  | 16     | 16     | 52    |
| 4    | Monténégro    | 9   | 4      | 8      | 21    |
| 5    | Monaco        | 7   | 11     | 15     | 33    |
| 6    | Liechtenstein | 7   | 9      | 9      | 25    |
| 7    | Malte         | 4   | 9      | 19     | 32    |
| 8    | Andorre       | 4   | 1      | 6      | 11    |
| 9    | Saint-Marin   | 0   | 6      | 6      | 12    |
|      | Total         | 123 | 124    | 133    | 380   |